# Bernhard Grund
Friedrich Wilhelm Bernhard Grund (né le 25 novembre 1872 à Breslau et mort le 21 octobre 1950 à Königs Wusterhausen) est un avocat allemand, entrepreneur et homme politique du DDP.

## Biographie
Grund est le fils d'un propriétaire d'usine. Après avoir obtenu son diplôme d'études secondaires, il commence à étudier le droit et les sciences politiques à l'Université rhénane Frédéric-Guillaume de Bonn. En 1892, il adhère au Corps Palatia Bonn. En tant qu'inactif, il est transféré à l'université de Breslau. Il réussit les deux examens d'État et obtient un doctorat en droit. À partir de 1904, il est évaluateur du gouvernement, puis part en voyage d'étude et, à partir de 1905, travaille chez le grossiste familial en médicaments et produits chimiques Goldener Becher à Breslau. En 1907, il devient copropriétaire de l'entreprise, qu'il dirige jusqu'en 1945.
Grund est président de la Chambre de commerce de Breslau à partir de 1920 pendant la période de la République de Weimar, il est membre du Conseil économique provisoire du Reich (de) et est président du Congrès allemand de l'industrie et du commerce (de) de 1931 à 1933. Il a promu l'expansion de l'Université de technologie de Breslau. L'Université de Breslau lui décerne le titre de sénateur honoraire.

## Parlementaire
Grund est à partir de 1911 membre du magistrat de Breslau et 1913–1918 membre de la Chambre des représentants de Prusse. De 1919 à 1921, il est membre de l'Assemblée constituante de l'État libre de Prusse, puis député du Landtag de l'État libre de Prusse jusqu'à sa démission le 22 octobre 1924.